# Шульц, Марианна Викторовна
Мариа́нна Ви́кторовна Шульц (род. 5 июля 1973, Москва) — российская актриса театра, кино и озвучивания, диктор, Заслуженная артистка РФ (2005).

## Биография
Родилась 5 июля 1973 года в Москве в многодетной семье. Отец был рабочим на заводе, мать перепробовала множество профессий. Родители расстались, когда Шульц было девять лет, все дети остались с отцом. Шульц жила в интернате, домой приходила только на выходные. Имеет русские корни по матери, немецкие — по отцу.
В 15 лет устроилась работать гардеробщицей в Театр на Перовской, и спустя некоторое время её ввели в несколько спектаклей. Получив некоторый театральный опыт, Шульц с первой попытки поступила в школу-студию МХАТ на курс О. П. Табакова.
Выступить на сцене театра п/р О. Табакова второкурсницу Шульц пригласил Владимир Машков, который ставил спектакль «Звёздный час по местному времени». По окончании учёбы в 1994 году она была приглашена в труппу этого театра.
Дубляжом Шульц стала заниматься с 1996 года, начиная с телесериала «Беверли-Хиллз, 90210» под руководством Леонида Белозоровича. В дубляж её привела Мария Виноградова. Её голосом говорят многие актрисы Голливуда, такие как: Кейт Уинслет, Рене Зельвегер, Моника Белуччи, Пенелопа Крус, Одри Тоту и др. Продолжает сниматься в кино и играть в театре. Широкую популярность получила благодаря роли Цецилии Розеблюм в экранизации романа Василия Аксенова «Московская сага».
Замужем во второй раз. Со вторым мужем, бизнесменом Романом, познакомилась в 2005 году на похоронах артистки театра О. Табакова Лейлы Ашрафовой.

## Фильмография
- 1995 — Орёл и решка — Маша
- 1999 — Старые клячи — секретарша
- 2002 — Главные роли — Бандерша
- 2004 — Женщины в игре без правил — Сима
- 2004 — Московская сага — Цецилия Розенблюм
- 2004 — О любви в любую погоду — секретарша в суде
- 2004 — Узкий мост — Наташа
- 2005 — Бедные родственники — Нина
- 2006 — День денег — жена Писателя
- 2006 — Тупой жирный заяц — Галочка, секретарша
- 2006 — Чёртово колесо — Люба
- 2007 — Вся такая внезапная
- 2007 — Я — телохранитель
- 2008 — Закон и порядок: Отдел оперативных расследований -2 — Анна Караева
- 2008 — Квартирантка — соседка Олега
- 2008 — Мой осенний блюз — Светлана
- 2008 — Похождения нотариуса Неглинцева — Щурова
- 2008 — Тариф «Новогодний» — продавщица в магазине сувениров
- 2009 — Операция «Праведник» — дочка Надежды Ивановны
- 2009 — Я — Вольф Мессинг — Аида, жена Мессинга
- 2010 — Найдёныш — директриса детдома
- 2010 — Новогодние сваты — дежурная в гостинице
- 2010 — Учитель в законе. Продолжение — Тамара Васильевна
- 2011 — Голубка — Нина Андреевна Кузнецова
- 2011 — Жизнь и приключения Мишки Япончика — дамочка, приходившая к Лёвчику
- 2011 — Лучшее лето нашей жизни — Людмила Игоревна
- 2011 — Новости — Тамара Стародубцева
- 2011 — Ночной гость — Рая
- 2011 — Сибирь. Монамур — Натали
- 2011 — Утомлённые солнцем 2: Цитадель — жена генерала Мележко
- 2012 — День учителя — Алёна
- 2012 — Инспектор Купер — Марина
- 2012 — Пока цветёт папоротник — помощница Аржана
- 2012 — Собачья работа — Зоя
- 2013 — Две зимы и три лета — Анисья Лобанова
- 2013 — Цезарь — Зайцева, бомжиха
- 2013 — Его любовь — Тома
- 2013 — Эйнштейн. Теория любви — Эльза
- 2013 — Женщины на грани — Ирина Мухина
- 2013 — Трое в Коми — Таисия Столетова, директор книжного магазина
- 2013 — Ёлки 3 — женщина у банкомата
- 2014 — Левиафан
- 2014 — Неслучайная встреча — Серафима, одна из жён майора Ромашки
- 2014 — Питер-Москва — Фрида, мать Евы
- 2014 — Под каблуком — бухгалтер
- 2015 — Вдвоём на льдине — Полина Ивановна
- 2015 — Инсайт — подруга Надежды
- 2015 — Родина — Ирина, психиатр, подруга Анны
- 2015 — Частное пионерское 2 — Жанна Борисовна, заместитель начальника лагеря
- 2017 — Морозова — начальник отдела Родионова
- 2017 — Чисто московские убийства — жена Шилова
- 2017 — Портрет второй жены — Инга, сестра Юрия
- 2018 — Соседи — Завалий
- 2018 — Иванов — Бабакина
- 2018 — Большая игра — жена Андрея Орлова
- 2018 — Фитнес — Людмила
- 2018 — Триггер — мама Матвея
- 2019 — Выстрел — сестра Риты
- 2019 — Беловодье. Тайна затерянной страны — Мария Некрасова, помощница Аржана
- 2020 — Иванько — директор школы
- 2020 — Казанова — Оксана Сергеевна Вострикова, главный бухгалтер Крымпотребсоюза в Ялте
- 2024 — На автомате — мама Игорька
- 2024 — Молодёжка. Новая смена — Галина Леонидовна, комендант студенческого общежития Политехнического университета
- 2024 — Эра — Эра
- 2025 — Гостья — Оксана, сестра Зои

## Дубляж

### Фильмы

#### Кейт Уинслет
- 2001 — Энигма — Эстер Уоллас[3]
- 2004 — Вечное сияние чистого разума — Клементина[3]
- 2005 — Любовь и сигареты — Тула[3]
- 2006 — Как малые дети — Сара Пирс[3]
- 2006 — Отпуск по обмену — Айрис[3]
- 2008 — Дорога перемен — Эйприл Уилер[3]
- 2011 — Резня — Нэнси Кован[3]
- 2013 — День труда — Адель Уилер[4]
- 2014 — Дивергент — Джанин Мэттьюс[4]
- 2015 — Стив Джобс — Джоанна Хоффман[4]
- 2016 — Призрачная красота — Эйми Мур / «Любовь»[4]

#### Пенелопа Крус
- 2008 — Вики Кристина Барселона — Мария Елена[5]
- 2021 — Параллельные матери — Джанис[6]

#### Другие фильмы
- 2000 — Малена — Малена Скордия (Моника Беллуччи)[5]
- 2002 — Чикаго — Ингрид Магнуссен (Рене Зеллвегер)[7]
- 2009 — Ничего личного — Клэйр Стенвик (Джулия Робертс)[5]
- 2013 — Копы в юбках — Шеннон Маллинс (Мелисса Маккарти)[6]

### Сериалы
- 1990 — 2000 — Беверли-Хиллз 90210[2] — Синди Уолш (Кэрол Поттер), Донна Мартин (Тори Спеллинг)

### Мультфильмы
- 2019 — Семейка Аддамс — Мортиша Аддамс[6]
- 2021 — Семейка Аддамс: Горящий тур — Мортиша Аддамс[6]

## Награды и признание
- Заслуженная артистка РФ (31 августа 2005) — за заслуги в области искусства[8]
- Премия газеты «Комсомольская правда» за роль в спектакле «Последние» (1995).
- Премия газеты «Московская правда» — «Лучшая актриса года» (1997).
- Лучшая актриса Театра Табакова (1997).